# 332
332 (CCCXXXII, na numeração romana) foi um ano bissexto do século IV do Calendário Juliano, da Era de Cristo, e as suas letras dominicais foram B e A (52 semanas), teve início a um sábado e terminou a um domingo.
| Ano completo                      |
| --------------------------------- |
| Ano bissexto com início ao sábado |